# The Buenos Aires affair
The Buenos Aires Affair es la tercera novela del escritor argentino Manuel Puig.  Fue editada y publicada por la editorial Sudamericana el 26 de abril de 1973. 

## Publicación y reacciones
La novela fue publicada el 26 de abril de 1973 durante el gobierno peronista de Héctor J. Cámpora (25 de mayo de 1973-13 de julio de 1973) y fue secuestrada junto a otros libros denunciados como pornográficos el 8 de enero de 1974, por orden de la Policía Federal durante la presidencia de Juan Domingo Peron (12 de octubre de 1973 – 1 de julio de 1974). Ese mismo día Puig recibió amenazas de muerte por parte de la Triple A mientras se encontraba en México, razón por la cual no volvió a Argentina y se radicó en ese país.

## Sinopsis
The Buenos Aires Affair narra los dos últimos días en la vida de Leo Druscovich, un personaje de dudosa moral. Entre el 1930 y el 1969, entre el golpe y el Cordobazo, se plantea el escenario de esta historia sobre el enigma de una serie de desapariciones, pistas falsas y obsesiones sexuales enfermizas. La desmesura y el sarcasmo, el relato onírico, la parodia del policial y el sadismo sexual funcionan como los moldes propiciatorios del futuro terrorismo de Estado.